# Burgstall Altes Schloss Bucheck

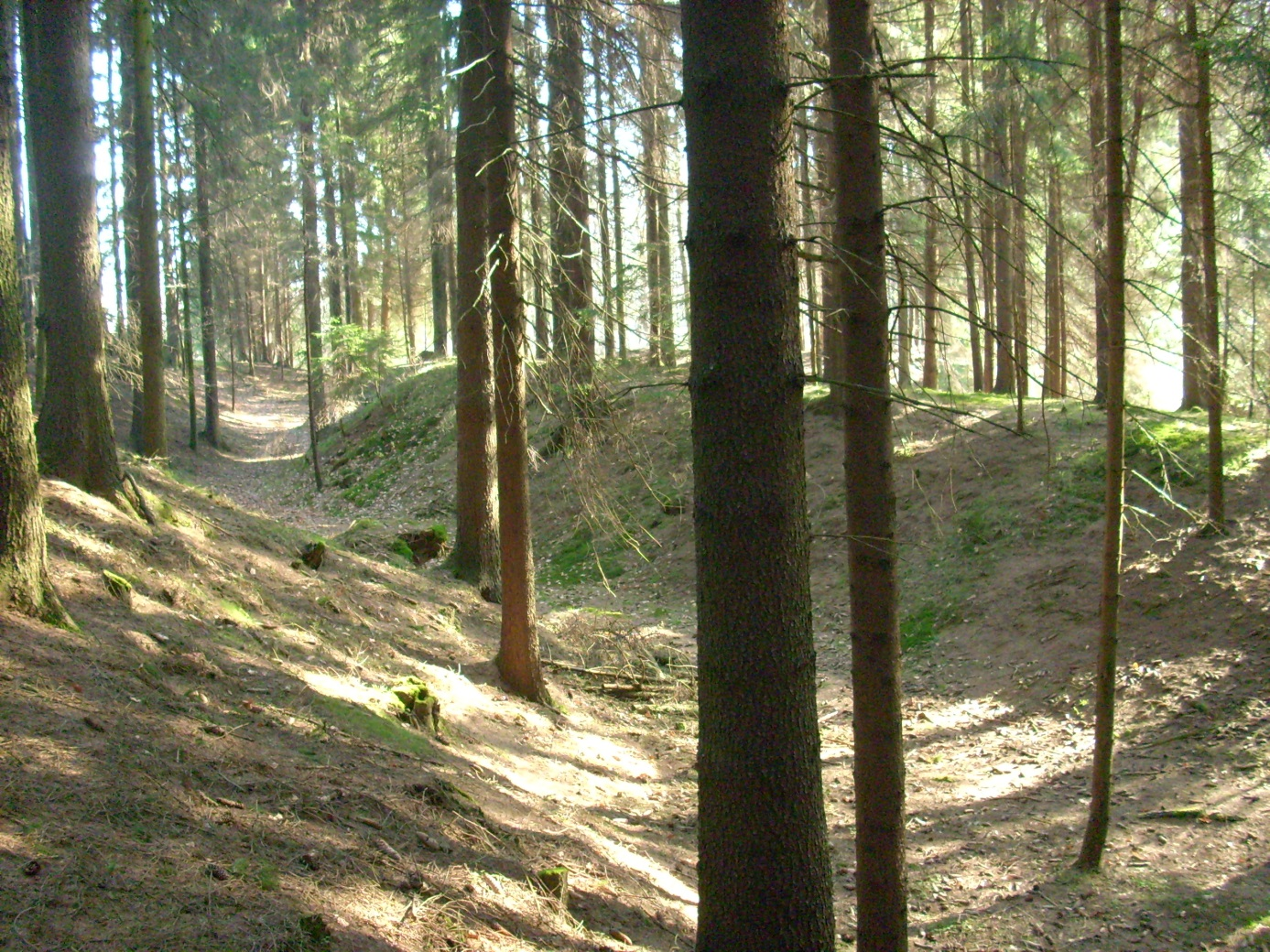
Der Burggraben aus nördlicher Richtung (Juni 2013)

Das Alte Schloss ist eine abgegangene Niederungsburg in der Ortsflur Bucheck bei Gefrees im Landkreis Bayreuth in Oberfranken. Der Burgstall ist frei zugänglich.

## Geographische Lage
Der Burgstall befindet sich am Lauf des Rieglersbachs in der Ortsflur Bucheck, Gemarkung Witzleshofen, auf etwa 525 m ü. NN, etwa 1250 Meter nordnordöstlich der Ortsmitte von Witzleshofen und 750 Meter nördlich von Bucheck.

## Beschreibung
Im Tal des Rieglersbaches ist am westlichen Ufer ein dreiseitiger, bis zu vier Meter tiefer und bis zu 15 Meter breiter Burggraben sichtbar. Der Graben schließt direkt an den Rieglersbach an und umgibt einen zerstörten Burgkern von heute etwa 35 mal 55 Metern. Bebauungen sind nicht mehr vorhanden. Südlich angrenzende Fundamentreste mit einer Größe von etwa 25 mal 55 35 Metern sind restlos verschwunden. Sie waren im 19. Jahrhundert noch erkennbar. Nord- und Südteil der Burg sind durch den Bachlauf getrennt.

## Geschichte
Erstmals erwähnt wurde die Burg 1369 als Sitz von Heinrich von Wallenrod. 1420 wurde ein Albrecht von Wallenrod „zu Pucheck“ erwähnt. 1440 verkaufte Albrecht seine Güter, die zum „Sitz und Behausung zu Bucheck“ gehörten. Aus diesem Urkundentext geht hervor, dass die Burg 1440 bereits aufgelassen war. 1467 kam die Burg in den Besitz der Herren von Sparneck. 1550 verkauften sie Bucheck gemeinsam mit einem Großteil ihrer Reichslehen an Markgraf Albrecht von Brandenburg-Kulmbach. 1604 wurde die Anlage bereits als „Altes Schloss“ bezeichnet.

## Nachweis
Das Bayerische Landesamt für Denkmalpflege hat diesen Burgstall in der bayerischen Denkmalliste unter der Nummer D-4-5836-0018 als Bodendenkmal (siehe auch Liste der Bodendenkmäler in Gefrees) registriert.